# Jeph Jacques
Pour les articles homonymes, voir Jacques.
 (octobre 2018).
Jeph Jacques, né Jeffrey Paul Jacques le 17 juin 1980 à Rockville (Maryland), est un dessinateur et scénariste de bande dessinée en ligne américain.
Il écrit et illustre la bande dessinée en ligne Questionable Content.
Diplômé du Hampshire College (en) en musicologie, il vit à Easthampton dans le Massachusetts.

## Biographie
Jeph Jacques démarre la bande dessinée en ligne comique Questionable Content (QC) le 1er août 2003. Une nouvelle planche était initialement publiée deux fois par semaine, puis trois par semaine à partir de la 16e. Le 4 septembre 2004, Jacques perd son travail, et publie une nouvelle planche de QC quotidiennement[source insuffisante].
Il a lancé Indietits comme projet annexe pour utiliser ses idées qui ne pouvaient pas rentrer dans les critères de Questionable Content. Pour diffuser ses dessins, il a créé Jephdraw où il présente certains de ses dessins en vrac. Il y met aussi bien de courts sketchs que des dessins élaborés. Néanmoins, aussi bien Jephdraw que indietits semblent abandonnés, les publications les plus récentes étant respectivement de 2006 et 2007.
Depuis septembre 2014, il publie une autre bande dessinée, Alice Grove.
Deathmøle est un groupe imaginaire de post-metal, créé par Jeph Jacques en 2005, dont les productions sont disponibles sur Internet. Le groupe est actuellement composé de trois personnages de son comic Questionable Content. Le nom du groupe apparaît pour la première fois dans la planche 554. Depuis sa création, Jeph Jacques a publié périodiquement des chansons à travers son LiveJournal. Par ordre chronologique, les albums de Deathmøle sont Moletopopolis, Long Songs, ???, Trial Period (EP), Amps, Absent Gods & Creatures Foul, Fear of Black Horses et enfin Meade's Army. Chaque album a généralement 7 ou 8 chansons, les trois de Trial Period et les quinze de Moletopopolis étant les extrêmes. La musique est l’œuvre originale de Jeph Jacques, à l'exception d'une reprise du groupe Low sur Long Songs.
Il est membre du Dayfree Press, se joignant à des artistes tels que Christian Fundin et Pontus Madsen, Sam Logan et Ryan North.

### Vie privée
Il était marié avec sa responsable manager Cristi jusqu'à leur séparation à l'amiable en janvier 2014.